# Mikhail Tikhonravov
Mikhail Klavdievich Tikhonravov (29 de julho de 1900, Vladimir - 3 de março de 1974) foi um projetista Soviético,
pioneiro no projeto de espaçonaves e foguetes. Ele serviu na Academia da Força Aérea de Zhukovsky de 1922 a 1925, onde construiu planadores e teve contato com
as idéias de viagens espaciais de Konstantin Tsiolkovsky. Em 1932, ele se associou ao GIRD, como um de seus quatro
líderes de brigada. A sua brigada, foi a que construiu o foguete GIRD-09, alimentado por Oxigênio líquido e gasolina gelatinosa, lançado em 17 de agosto de 
1933.
Tikhonravov permaneceu no GIRD enquanto ele evoluia para o RNII, o instituto de propulsão a jato, e depois o NII-1. Em 1946, ele se tornou o chefe da academia 
de ciências de artilharia do NII-4. Lá, ele liderou uma equipe de pesquisadores conduzindo importantes estudos nas áreas de: estágios paralelos, movimento orbital 
de satélites, programas de controle de atitude para atingir a órbita desejada, trajetórias de reentrada e escudos 
térmicos.
Essa equipe, acabou projetando as seguintes sondas: Sputnik-3, Luna-1, Luna-3, Luna-4 e as primeiras sondas de Venus e Marte. Em 1956, Sergey Korolev transferiu
Tikhonravov e sua equipe para o seu instituto, o OKB-1.  
Pouco antes da sua morte em 1974, Tikhonravov recebeu várias das principais honrarias civis da União Soviética, tais como: a Ordem de Lenin, e a Bandeira
Vermelha de Trabaho, além do título de "Heroi do Trabalho Socialista", e o Premio 
Lenin.
A cratera Tikhonravov, em Marte, foi batizada em homenagem a ele.

## Ligações Externas
- Biografia Detalhada por Anatoly Zak
- Biografias da NASA - Mikhail K. Tikhonravov